# 威威安蒂克 (麻薩諸塞州)
威威安蒂克（英語：Weweantic）是位於美國麻薩諸塞州普利茅斯縣的一個普查規定居民點。

## 人口
根據2020年美國人口普查的數據，威威安蒂克的面積為4.36平方千米，當中陸地面積為3.29平方千米，而水域面積為1.07平方千米。當地共有人口2109人，而人口密度為每平方千米483.72人。